# Puelioideae
Puelioideae L. G. Clark, M. Kobay., S. Mathews, Spangler & E. A. Kellogg é uma subfamília da família Poaceae (Gramineae).
Os gêneros botânicos desta subfamília estão distribuidos em 2 tribos: Guaduelleae, Puelieae.

## Classificação das Puelioideae
| Tribos      | Gêneros   |
| ----------- | --------- |
| Guaduelleae | Guaduella |
| Puelieae    | Puelia    |

## Observação
- A DELTA: L.Watson e M.J.Dallwitz classifica as duas tribos com seus respectivos gêneros na subfamília Bambusoideae.